# Pingstkyrkan Tumba
Pingstkyrkan Tumba eller Botkyrka pingstförsamlings kyrka i Tumba är belägen mellan Stockholm och Södertälje på Gröndalsvägen 9 i centrala Tumba i Botkyrka kommun.

## Historik
Församlingens verksamhet inleddes med sju år som Stockholms Filadelfiaförsamlings utpost i Tumba, men 1926 blev församlingen en egen församling. Fram till 1947 huserade man i f d Folkets hus, därefter i f d Templarordenshuset Mimer tillika en f d Frälsningsarmélokal.
Profiler på 1950-talet var sångledarna Karl-Olof och Barbro Gustavsson och andrepastorn Jörgen Källmark.

## Kyrkobyggnaden
Den nuvarande kyrkan i rött tegel påbörjades 1978 och invigdes i mars 1980. Arkitekt och totalentreprenör för fastigheten var Lars Jarméus AB i Falköping. Det höga vitrappade ljusa kyrkorummet domineras av fondens centralt placerade stora kors och framför ett takhögt fönster på podiets vänstra sida finns en dopgrav. Botkyrka pingstförsamling äger fastigheten som inrymmer kyrkan.

## Verksamhet
Församlingen har nära band med övriga pingströrelsen i Sverige samt med andra kristna församlingar i närområdet. Församlingens arbete bedrivs huvudsakligen av ideella krafter, men man avskiljer även pastor och så kallade äldste för att tjäna församlingen med förkunnelse och för att leda församlingens arbete. Gudstjänster firas även på arabiska och tamilska; därtill finns barnverksamheten Färgfabriken, ungdomsverksamheten 1UP Friday och seniorverksamhet. Man har även dagcaféträffar och språkcaféer samt så kallade gemenskapsgrupper.
Därtill driver församlingen sedan 1993 en second hand-butik på Hantverkarvägen 2 i Eriksberg (söder om Alby). 2006 initierade man församlingsplanteringen T-way i Hallunda i Norra Botkyrka.

## Föreståndare i urval
- Hans-Erik Pettersson (1950-talet)
- Ruben Vingren (1957-196?)
- Gunnar Sameland (1969-1975) (Den bibliska fastan. Det yttersta vapnet. är en skrift av G. Sameland)
- Beryl Lindeman (1995-??)
- Hans Erik Bylund (2015-)

### Notförteckning
1. ↑  Ljunggren (red), Hans (1995). Helgade hus. Stockholm: Väckelserörelsens byggnadshistoria. sid. 60-62. ISBN 91-630-3634-7

### Källförteckning
- Eriksson, Olle, Sju år som utpost - sedan sin egen. En uppsats som i korthet vill berätta hur en utpost i Tumba blev en egen församling - och året var 1926. Det digitala pingstbiblioteket.
- Elofson, Sune, 60 år ung: Botkyrka pingstförsamling. 1986.